# 姚連生
姚連生（1912年—2007年），香港企業家、建築商人。曾數次捐款資助香港的教育機構。

## 生平
姚連生生於上海，出身基層。早年移民香港後白手興家，歷任浩利置業等數家建築企業的董事長及建造商會理事。
1970年－1972年間姚連生曾擔任保良局副主席，為免下一代如自己般失去教育機會，又於1982年捐錢辦學，創立保良局姚連生中學。 此後曾多次捐款予該校作教育發展，但拒絕為一切項目冠名或舉辦捐款儀式，只再三叮囑：「我讀書機會不多，希望你們教好學生。」
2007年，姚連生逝世，將遺產中的一億一千多萬港元捐贈予香港大學、中文大學、保良局及東華三院，以資助教育發展（其中一項為「中大姚連生建築學教授」席位）或護老復康服務。